# Alfonso Novo
Alfonso Novo (La Coruña - 4 de agosto de 1971- ) es un fotógrafo español. 
Alfonso Novo está especializado en Fotoperiodismo y reportajes gráficos y de carácter internacional. En 2012 comienza su carrera profesional como fotógrafo y al año siguiente funda con Kake Regueira y Pepe Faraldo el estudio fotográfico "Emovere Studios". En 2019 obtuvo el premio del certamen organizado por la Federación Española de Fotógrafos Profesionales en la categoría de reportaje y una de sus fotos fue la seleccionada por dicha entidad para participar en la World Photographic Cup. En 2020 fue nombrado Mejor Fotógrafo de europea del año en el certamen anual que organiza la Federación Europea de Fotógrafos Profesionales. Ejerce como juez especialista internacional de fotografía desde el año 2017. En 2021 fue premiado con el premio Lux Oro en la categoría Reportaje documental, otorgado por la Asociación Española de Fotógrafos Profesionales. En 2022 se le reconoce con el premio de mejor fotógrafo de bodas de España por la Federación Española de Profesionales de la Fotografía y la Imagen (Fepfi). Con el premio de cámara de bronce en la categoría de reportaje por la Federación Europea de Fotógrafos Profesionales. Obtuvo el premio Lux oro en la categoría reportaje documental por parte de la Asociación de Fotógrafos Profesionales de España, por las fotografías captadas durante 2 meses en los cuales se había embarcado en el buque de la ONG Salvamento Marítimo Humanitario con rescates de inmigrantes entre las costas de Libia y la isla italiana de Lampedusa. En 2023 se le reconoce con el premio de cámara de plata en la categoría de reportaje por la Federación Europea de Fotógrafos Profesionales También en ese mismo año se le otorgó el premio Lux de oro en la categoría reportaje social entregado por la Asociación de Fotógrafos Profesionales de España.

## Biografía
Alfonso Novo nació el 4 de agosto de 1971 en la población coruñesa de Ribeira en Galicia, España. Inició su afición a la fotografía desde niño acompañando a su padre. Dio el salto a la profesión en 2012 abandonando su anterior dedicación y creando, junto a Kake Regueira y Pepe Faraldo el estudio fotográfico "Emovere Studios" en La Coruña trasladando su residencia a esa ciudad. No siguió una formación reglada en el campo de la fotografía, aprendiendo de forma autodidacta y acudiendo a diferentes talleres.

## Premios y reconocimientos
- 2016. Se le nombra embajador de cactus image[9]
- 2018. Se le nombra embajador de Arcadina[10]
- 2018. Premio como mejor fotógrafo de España en Reportaje Gráfico, otorgado por la Federación Española de Fotógrafos Profesionales.[11][12][13][14]
- 2019. Premio como mejor fotógrafo de España en Reportaje Gráfico, otorgado por la Federación Española de Fotógrafos Profesionales.[11][12][15][13][14]
- 2019. Premio como mejor fotógrafo de España en fotografía Boudoir, otorgado por la Federación Española de Fotógrafos Profesionales.[11][12][15][13][14]
- 2019. Finalista en la World Photographic Cup.[16][17][18]
- 2020. Premio como mejor fotógrafo de España en Reportaje Gráfico, otorgado por la Federación Española de Fotógrafos Profesionales.[13][14]
- 2020. Premio como mejor fotógrafo de Europa en Reportaje Gráfico, otorgado por la Federación Europea de Fotógrafos Profesionales.[12][13][14][19][20]
- 2021. Premio como mejor fotógrafo de Europa en Reportaje Gráfico, otorgado por la Federación Europea de Fotógrafos Profesionales.[13][14][21][19]
- 2021. Nominado a los Premios Goya de fotografía.[16]
- 2021. Medalla de bronce en la World Photographic Cup.[13][14][19][22]
- 2021. Premio Lux Oro categoría Reportaje Documental, otorgado por la Asociación Española de Fotógrafos Profesionales.[3]
- 2022. Premio como mejor fotógrafo de bodas de España, otorgado por la Federación Española de Profesionales de la Fotografía y la Imagen (Fepfi)[6]
- 2022. Premio camara de bronze en Reportaje Gráfico, otorgado por la Federación Europea de Fotógrafos Profesionales.[5]
- 2022. Premio Lux oro categoría Reportaje Documental, otorgado por la Asociación Española de Fotógrafos Profesionales.[4]
- 2023. Premio camara de plata en Reportaje Gráfico, otorgado por la Federación Europea de Fotógrafos Profesionales.[7]
- 2023. Premio Lux Oro categoría Reportaje Social, otorgado por la Asociación Española de Fotógrafos Profesionales.[8]